# Élections municipales partielles françaises de 1979
Des élections municipales partielles ont lieu en 1979 en France.

## Bilan

### Résultats en nombre de maires
| Partis       | Partis        | Maires sortants | Maires élus | Évolution     |
| ------------ | ------------- | --------------- | ----------- | ------------- |
|              | Parti radical | 1               | 1           |               |
| Total droite | Total droite  | 1               | 1           | en stagnation |

## Élections

### Aix-en-Provence(Bouches-du-Rhône)
- Maire sortant : Alain Joissains (UDF-Rad.)
- Maire élu ou réélu : Alain Joissains (UDF-Rad.)

- Contexte : voir élection municipale partielle de 1978

|                                       | Alain Joissains *      | UDF-Rad. - RPR                | 20 029 | 50,93  | 41 |  |  |  |
| Union pour le renouveau du pays d'Aix |                        |                               | 20 029 | 50,93  | 41 |  |  |  |
|                                       | Jean-François Picheral | PS - PCF - GAM - Aix Écologie | 16 448 | 41,82  |    |  |  |  |
| Aix pour tous, Aix pour vous          |                        |                               | 16 448 | 41,82  |    |  |  |  |
|                                       | Pierre Vidal           | DVD                           | 2 858  | 7,26   |    |  |  |  |
| Pour une vraie démocratie             |                        |                               | 2 858  | 7,26   |    |  |  |  |
|                                       |                        |                               |        |        |    |  |  |  |
| Inscrits                              | Inscrits               | Inscrits                      | 65 292 | 100,00 |    |  |  |  |
| Abstentions                           | Abstentions            | Abstentions                   | 25 141 | 38,50  |    |  |  |  |
| Votants                               | Votants                | Votants                       | 40 151 | 61,49  |    |  |  |  |
| Nuls                                  | Nuls                   | Nuls                          | 5 624  | 8,61   |    |  |  |  |
| Exprimés                              | Exprimés               | Exprimés                      | 34 527 | 52,88  |    |  |  |  |
| * Liste du maire sortant              |                        |                               |        |        |    |  |  |  |

### Les Avirons(La Réunion)
- Maire sortant : Henri Fort (RPR)
- Maire élu ou réélu : Henri Fort (RPR)

- Contexte : Annulation du scrutin des 13 et 20 mars 1977.

### Digoin(Saône-et-Loire)
- Maire sortant : Pierre Louard (PS)
- Maire élu ou réélu : Michel Lacroix (DVD)

- Contexte : Démission collective du conseil municipal.

| Tête de liste                                 | Tête de liste  | Liste         | Premier tour | Premier tour | Second tour | Second tour | Sièges    | Sièges |
| Tête de liste                                 | Tête de liste  | Liste         | Voix         | %            | Voix        | %           | CM        |        |
| --------------------------------------------- | -------------- | ------------- | ------------ | ------------ | ----------- | ----------- | --------- | ------ |
|                                               | Michel Lacroix | Mod.          | 2 213        | 54,56        | 1 821       | 48,26       | 27 (22/5) |        |
| Liste républicaine d'administration communale |                |               | 2 213        | 54,56        | 1 821       | 48,26       | 27 (22/5) |        |
|                                               | Louis Cantat   | PCF - PS (UG) | 1 531        | 37,74        | 1 447       | 38,35       | 0 (0/0)   |        |
| Liste d'union de la gauche                    |                |               | 1 531        | 37,74        | 1 447       | 38,35       | 0 (0/0)   |        |
|                                               | M. Bailly      | Centre gauche | 516          | 12,72        | 487         | 12,91       | 0 (0/0)   |        |
| Liste pour une nouvelle gestion               |                |               | 516          | 12,72        | 487         | 12,91       | 0 (0/0)   |        |
|                                               |                |               |              |              |             |             |           |        |
| Inscrits                                      | Inscrits       | Inscrits      | 5 805        | 100,00       | 5 865       | 100,00      |           |        |
| Abstentions                                   | Abstentions    | Abstentions   | 1 664        | 28,66        | 2 050       | 34,95       |           |        |
| Votants                                       | Votants        | Votants       | 4 141        | 71,33        | 3 815       | 65,05       |           |        |
| Nuls                                          | Nuls           | Nuls          | 85           | 1,46         | 42          | 0,71        |           |        |
| Exprimés                                      | Exprimés       | Exprimés      | 4 056        | 69,87        | 3 773       | 64,33       |           |        |

### Libourne(Gironde)
- Maire sortant : Robert Boulin (RPR)
- Maire élu ou réélu : André Teurlay (UDF-PR)

- Contexte : Décès du maire sortant.

### Les Pavillons-sous-Bois(Seine-Saint-Denis)
- Maire sortant : Martial Daire (PS)
- Maire élu ou réélu : Jean Eynard (PS)

- Contexte : Démission du maire sortant.

### Le Pradet(Var)
- Maire sortant : Alain Le Léap (PCF)
- Maire élu ou réélu : Pierre Segony (DVD)

- Contexte : Démission du maire sortant et de plus d'un tiers (9) des membres du conseil municipal.

### Saint-Médard-en-Jalles(Gironde)
- Maire sortant : Paul Berniard (DVD)
- Maire élu ou réélu : Charles Viala (DVD)

- Contexte : Décès du maire sortant.

| Candidat    | Candidat           | Parti       | Premier tour | Premier tour | Second tour | Second tour | Siège | Siège |
| Candidat    | Candidat           | Parti       | Voix         | %            | Voix        | %           | CM    |       |
| ----------- | ------------------ | ----------- | ------------ | ------------ | ----------- | ----------- | ----- | ----- |
|             | Christian Dussedat | Maj.        | 2 517        | 40,28        | 2 918       | 42,76       |       |       |
|             | Lionel Lhomme      | PS          | 1 662        | 26,59        | 3 906       | 57,24       | 1     |       |
|             | Simon Lauba        | Maj.        | 894          | 14,30        |             |             |       |       |
|             | Jean Broustet      | PCF         | 732          | 11,71        |             |             |       |       |
|             | Anne-Marie Lacaze  | SE          | 298          | 4,77         |             |             |       |       |
|             | André-Claude Sacq  | SE          | 146          | 2,33         |             |             |       |       |
|             |                    |             |              |              |             |             |       |       |
| Inscrits    | Inscrits           | Inscrits    | 10 508       | 100,00       | 10 508      | 100,00      |       |       |
| Abstentions | Abstentions        | Abstentions | 4 169        | 39,67        | 3 502       | 33,33       |       |       |
| Votants     | Votants            | Votants     | 6 339        | 60,32        | 7 006       | 66,67       |       |       |
| Nuls        | Nuls               | Nuls        | 90           | 0,85         | 182         | 1,73        |       |       |
| Exprimés    | Exprimés           | Exprimés    | 6 249        | 59,47        | 6 824       | 64,94       |       |       |

### Vigneux-sur-Seine(Essonne)
- Maire sortant : Gaston Grinbaum (PCF)
- Maire élu ou réélu : Lucien Lagrange (PCF)

- Contexte : Décès du maire sortant.